# Arrondissement di Redon
L'arrondissement di Redon è una suddivisione amministrativa francese, situata nel dipartimento d'Ille-et-Vilaine e nella regione della Bretagna.

## Composizione
L'arrondissement di Redon raggruppa 53 comuni in 7 cantoni:
- cantone di Bain-de-Bretagne
- cantone di Grand-Fougeray
- cantone di Guichen
- cantone di Maure-de-Bretagne
- cantone di Pipriac
- cantone di Redon
- cantone di Le Sel-de-Bretagne